# Jores Okore
Jores Okore (Abiyán, Costa de Marfil, 11 de agosto de 1992) es un futbolista marfileño, nacionalizado danés, que juega de defensor en el B.93 de la Segunda División de Dinamarca.

## Trayectoria

### FC Nordsjælland
El 3 de abril de 2011 hizo su debut con el F. C. Nordsjælland contra el AC Horsens, ganó titularidad debido a una lesión de  Michael Parkhurst por el resto de la temporada 2010-11.
Marcó su primer gol el 18 de septiembre de 2011 en la victoria 2 - 0 contra el Brøndby IF. En noviembre extendió su contrato con el club hasta diciembre de 2016.

### Aston Villa
El 13 de junio de 2013 fichó por el Aston Villa por cuatro temporadas por una suma de alrededor 4 millones de libras.

## Clubes
| Club               | País       | Año       |
| ------------------ | ---------- | --------- |
| F. C. Nordsjælland | Dinamarca  | 2011-2013 |
| Aston Villa F. C.  | Inglaterra | 2013-2016 |
| F. C. Copenhague   | Dinamarca  | 2016-2017 |
| Aalborg BK         | Dinamarca  | 2017-2021 |
| Changchun Yatai    | China      | 2021-2023 |
| B.93               | Dinamarca  | 2024-     |

## Palmarés

### Títulos nacionales
| Título                 | Club               | País      | Año     |
| ---------------------- | ------------------ | --------- | ------- |
| Copa de Dinamarca      | F. C. Nordsjælland | Dinamarca | 2010-11 |
| Superliga de Dinamarca | F. C. Nordsjælland | Dinamarca | 2011-12 |
| Superliga de Dinamarca | F. C. Copenhague   | Dinamarca | 2016-17 |
| Copa de Dinamarca      | F. C. Copenhague   | Dinamarca | 2016-17 |